# 제6보병연대 (미국)
제6보병연대은 1812년에 조직된 미국 육군의 보병 연대이다. 소재지는 텍사스주이고, 표어는 힘으로 단결하라이다.
제6보병연대는 미국-멕시코 전쟁, 1812년 전쟁, 멕시코-미국 전쟁, 내전, 미국 인디언 전쟁, 스페인-미국 전쟁 제1차 세계 대전, 제2차 세계대전, 보스니아 헤르체고비나, 이라크 전쟁에 참전하였다.